# Crau (tổng)
Tổng Crau là một tổng thuộc tỉnh Var trong vùng Provence-Alpes-Côte d'Azur.

## Địa lý
Tổng này được tổ chức xung quanh La Crau trong quận Toulon. Cao độ vùng này từ 0 m (Carqueiranne) đến 601 m (La Londe-les-Maures) với độ cao trung bình 34 m.

## Các xã
Tổng Crau gồm 4 xã với dân số tổng cộng 32 322 người (điều tra dân số năm 1999, dân số không tính trùng).
| Xã                           | Dân số | Mã bưu chính | Mã insee |
| ---------------------------- | ------ | ------------ | -------- |
| Carqueiranne                 | 8 436  | 83320        | 83034    |
| La Crau                      | 14 509 | 83260        | 83047    |
| Hyères (partie extrème-Nord) | 628    | 83400        | 83069    |
| La Londe-les-Maures          | 8 749  | 83250        | 83071    |